# Maria Pia Conte
Maria Pia Conte (Lavagna, 10 marzo 1944) è un'attrice italiana.

## Biografia
Ha debuttato nel cinema quando era ancora bambina con una piccola parte nel film del 1954 Tripoli, bel suol d'amore, ed è stata attiva recitando anche in televisione fino alla fine degli anni settanta.
Spesso accreditata con vari pseudonimi Mary Conte, Mary P. Count, Mary Count e Maria Pia Gian. Ha lavorato come attrice di fotoromanzi e nel cinema come caratterista in numerosi film di genere (specie della commedia erotica all'italiana) e produzioni di serie B in ambito storico (particolarmente film peplum). Ha recitato anche in diversi film del cinema spagnolo.

## Filmografia
- Tripoli, bel suol d'amore, regia di Ferruccio Cerio (1954)
- Delitto allo specchio, regia di Ambrogio Molteni e Jean Josipovici (1964)
- Il colosso di Roma, regia di Giorgio Ferroni (1964)
- Sindbad contro i sette saraceni, regia di Emimmo Salvi (1964)
- Le notti della violenza, regia di Roberto Mauri (1965)
- Vacanze sulla neve, regia di Filippo Walter Ratti (1966)
- Cinque pistole del Texas (1966)
- Il pianeta errante, regia di Antonio Margheriti (1966)
- Dinamite Jim, regia di Alfonso Balcázar (1966)
- Peggio per me... meglio per te, regia di Bruno Corbucci (1967)
- Tecnica per un massacro, regia di Roberto Bianchi Montero (1967)
- Ballata da un miliardo (1967)
- Se incontri Sartana prega per la tua morte (1968)
- Nel labirinto del sesso (Psichidion) (1969)
- Giocando a golf una mattina (1969) - sceneggiato televisivo
- I peccati di Madame Bovary (1969)
- Mademoiselle de Sade e i suoi vizi (Juliette de Sade) (1969)
- Un tipo che mi piace (Un homme qui me plaît) (1969)
- Scacco alla mafia (1970)
- Quei dannati giorni dell'odio e dell'inferno (Sti mahi tis Kritis) (1970)
- Zorro il dominatore, regia di José Luis Merino (1970)
- Saranda (Veinte pasos para la muerte) (1970)
- The Underground (1970)
- Mazzabubù... Quante corna stanno quaggiù? (1971)
- Il ritorno del gladiatore più forte del mondo (1971)
- Testa in giù, gambe in aria (1972)
- I corvi ti scaveranno la fossa (Los buitres cavarán tu fosa) (1972)
- I corsari dell'isola degli squali (La rebelión de los bucaneros) (1972)
- Dio in cielo... Arizona in terra (Una bala marcada), regia di Juan Bosch (1972)
- Tony Arzenta (Big Guns), regia di Duccio Tessari (1973)
- L'orgia dei morti (La orgía de los muertos) (1973)
- La rivolta delle gladiatrici (1974)
- La svergognata, regia di Giuliano Biagetti (1974)
- Spasmo, regia di Umberto Lenzi (1974)
- Tutta una vita (1974)
- Prigione di donne, regia di Brunello Rondi (1974)
- L'infermiera... di mio padre (1975)
- La novizia, regia di Giuliano Biagetti (1975)
- Il sergente Rompiglioni diventa... caporale (1975)
- Donna... cosa si fa per te (1976)
- Vento, vento, portali via con te (1976)
- Che dottoressa ragazzi!, regia di Gianfranco Baldanello (1976)
- Operazione Kappa: sparate a vista (1977)
- L'appuntamento (1977)
- Moglie nuda e siciliana, regia di Andrea Bianchi (1977)
- Gegè Bellavita (1978)

## Doppiatrici
- Vittoria Febbi in Il colosso di Roma, I peccati di Madame Bovary, Il ritorno del gladiatore più forte del mondo, Dio in cielo... Arizona in terra
- Rita Savagnone in I corsari dell'isola degli squali, L'orgia dei morti
- Mirella Pace in Se incontri Sartana prega per la tua morte
- Serena Verdirosi in I corvi ti scaveranno la fossa
- Rossella Izzo in La svergognata